# Leuctra ketamensis
Leuctra ketamensis is een steenvlieg uit de familie naaldsteenvliegen (Leuctridae). De wetenschappelijke naam van de soort is voor het eerst geldig gepubliceerd in 1997 door Sánchez-Ortega & Azzouz.